# 珠窝东站
珠窝东站是丰沙铁路二线上的车站，它与一线上的珠窝站平行相距约五百米，为下行车站。该站位于北京市门头沟区青白口乡境内，珠窝水库东侧。距离北京站69公里，沙城站52公里。
丰沙铁路自雁翅站至官厅站之间的一线与二线不全是并行前进的，有时两线相距几公里，甚至十几公里，为了便于列车会让，在相应地点增设了一些车站，这些车站均以某某东站或某某西站名之，珠窝东站即为其中之一。其运距里程均以一线里程计算，故这几个二线上所增设的车站与起始、终点车站的距离并不是实际上的距离，而是铁路运价计算的距离。